# 姜一洪
姜一洪（？—1646年）。字开初，号光陽，浙江紹興府會稽縣人，明末政治军事人物。

## 生平
万历四十四年（1616年），考中丙辰科进士。历任礼部、户部二部的员外郎，转任郎中。出守江西，迁任河南兵备，分巡汴梁。姜一洪设法防御流寇进犯河北，在叶县、鄢陵、彰德、怀庆千里地之内，得以安然无事。因此军功，擢升福建按察使，转任广东布政使，迁任太仆寺卿。官至广东布政使。
崇禎十七年（1644年），甲申之變，崇祯帝自縊。姜一洪与刘宗周商议举兵抗清，没有结果。南明隆武时，由黄道周推荐，任吏部侍郎，不久升任户部尚书。隆武元年（清順治三年，1646年）秋，奉命赴江西。还在赴任途中，听闻隆武帝因南京城破而出奔，竟徒步追寻隆武帝。到达江西雩都（今贛州市于都县）的木榔庵，身疲力竭，恸哭投江而死。

## 家族
父姜镜，礼部郎中。兄姜逢元礼部尚书。
子姜天植。